# ۴۸۲ (پیش از میلاد)
۴۸۲ (پیش از میلاد) ۴۸۲مین سال قبل از تقویم میلادی است.